# Ousson-sur-Loire
Ousson-sur-Loire és un municipi francès, situat al departament del Loiret i a la regió de Centre – Vall del Loira. L'any 2007 tenia 761 habitants.

## Demografia

### Població
El 2007 la població de fet d'Ousson-sur-Loire era de 761 persones. Hi havia 333 famílies, de les quals 100 eren unipersonals (36 homes vivint sols i 64 dones vivint soles), 125 parelles sense fills, 92 parelles amb fills i 16 famílies monoparentals amb fills.
La població ha evolucionat segons el següent gràfic:
Habitants censats

### Habitatges
El 2007 hi havia 423 habitatges, 340 eren l'habitatge principal de la família, 56 eren segones residències i 26 estaven desocupats. 408 eren cases i 11 eren apartaments. Dels 340 habitatges principals, 275 estaven ocupats pels seus propietaris, 59 estaven llogats i ocupats pels llogaters i 6 estaven cedits a títol gratuït; 3 tenien una cambra, 30 en tenien dues, 65 en tenien tres, 92 en tenien quatre i 150 en tenien cinc o més. 254 habitatges disposaven pel capbaix d'una plaça de pàrquing. A 148 habitatges hi havia un automòbil i a 149 n'hi havia dos o més.

### Piràmide de població
La piràmide de població per edats i sexe el 2009 era:
| Homes | Edats   | Dones |
| ----- | ------- | ----- |
| 0     | 95 o +  | 4     |
| 4     | 90 a 94 | 0     |
| 0     | 85 a 89 | 12    |
| 4     | 80 a 84 | 20    |
| 16    | 75 a 79 | 16    |
| 16    | 70 a 74 | 28    |
| 24    | 65 a 69 | 24    |
| 24    | 60 a 64 | 16    |
| 20    | 55 a 59 | 24    |
| 28    | 50 a 54 | 32    |
| 20    | 45 a 49 | 12    |
| 16    | 40 a 44 | 20    |
| 24    | 35 a 39 | 24    |
| 32    | 30 a 34 | 12    |
| 16    | 25 a 29 | 32    |
| 12    | 20 a 24 | 12    |
| 4     | 15 a 19 | 24    |
| 8     | 10 a 14 | 16    |
| 28    | 5 a 9   | 20    |
| 12    | 0 a 4   | 20    |

## Economia
El 2007 la població en edat de treballar era de 451 persones, 329 eren actives i 122 eren inactives. De les 329 persones actives 302 estaven ocupades (160 homes i 142 dones) i 27 estaven aturades (16 homes i 11 dones). De les 122 persones inactives 56 estaven jubilades, 34 estaven estudiant i 32 estaven classificades com a «altres inactius».

### Ingressos
El 2009 a Ousson-sur-Loire hi havia 333 unitats fiscals que integraven 775 persones, la mediana anual d'ingressos fiscals per persona era de 18.414 €.

### Activitats econòmiques
Dels 23 establiments que hi havia el 2007, 2 eren d'empreses de fabricació d'altres productes industrials, 2 d'empreses de construcció, 7 d'empreses de comerç i reparació d'automòbils, 3 d'empreses de transport, 4 d'empreses d'hostatgeria i restauració, 1 d'una empresa immobiliària, 3 d'empreses de serveis i 1 d'una empresa classificada com a «altres activitats de serveis».
Dels 4 establiments de servei als particulars que hi havia el 2009, 1 era una oficina de correu, 1 fusteria, 1 lampisteria i 1 restaurant.
L'únic establiment comercial que hi havia el 2009 era una botiga de menys de 120 m².

## Equipaments sanitaris i escolars
El 2009 hi havia una escola elemental.

## Poblacions més properes
El següent diagrama mostra les poblacions més properes.